# 佐敦（匯翔道）巴士總站

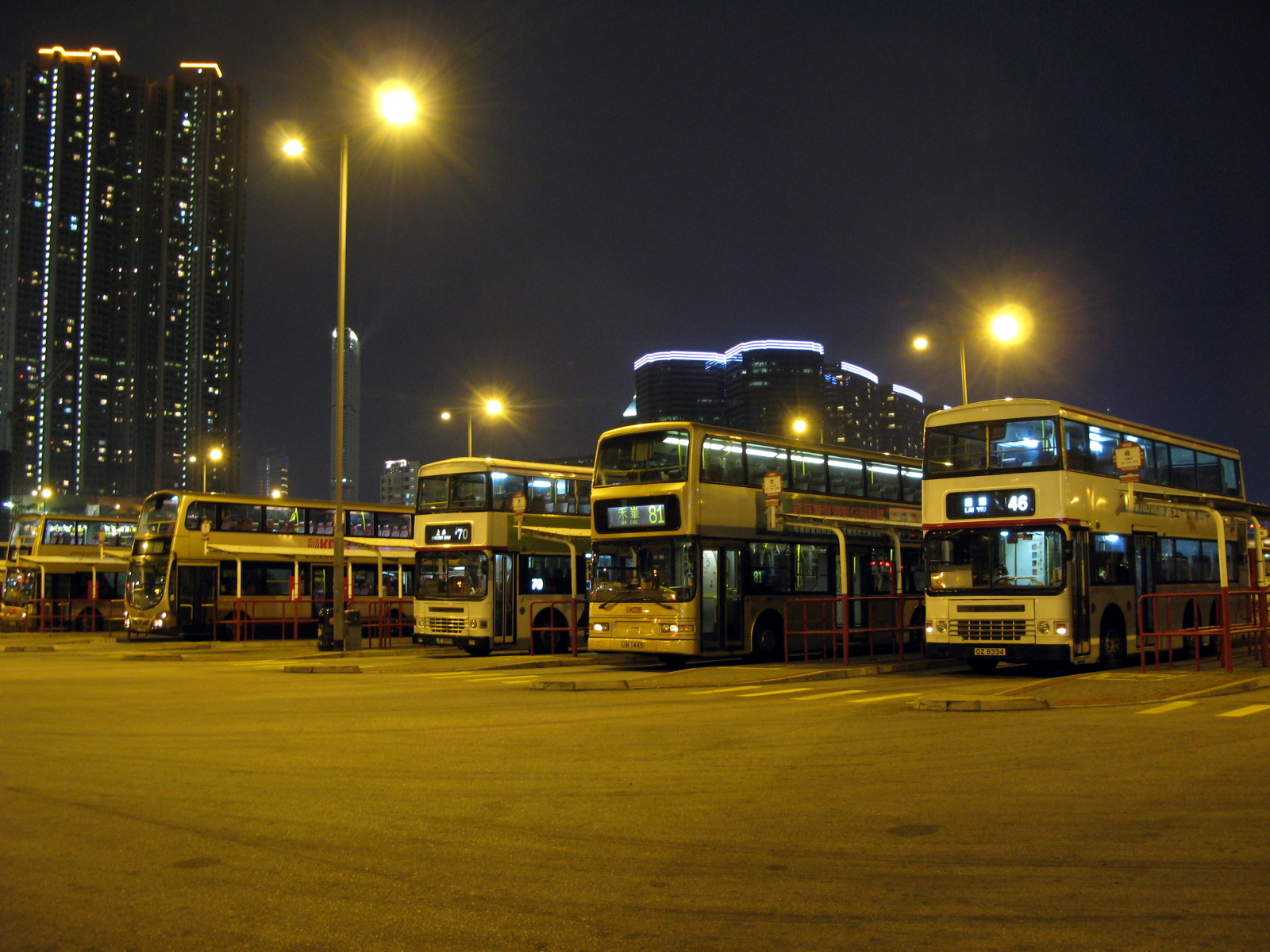
晚上的佐敦（匯翔道）巴士總站（2008年）

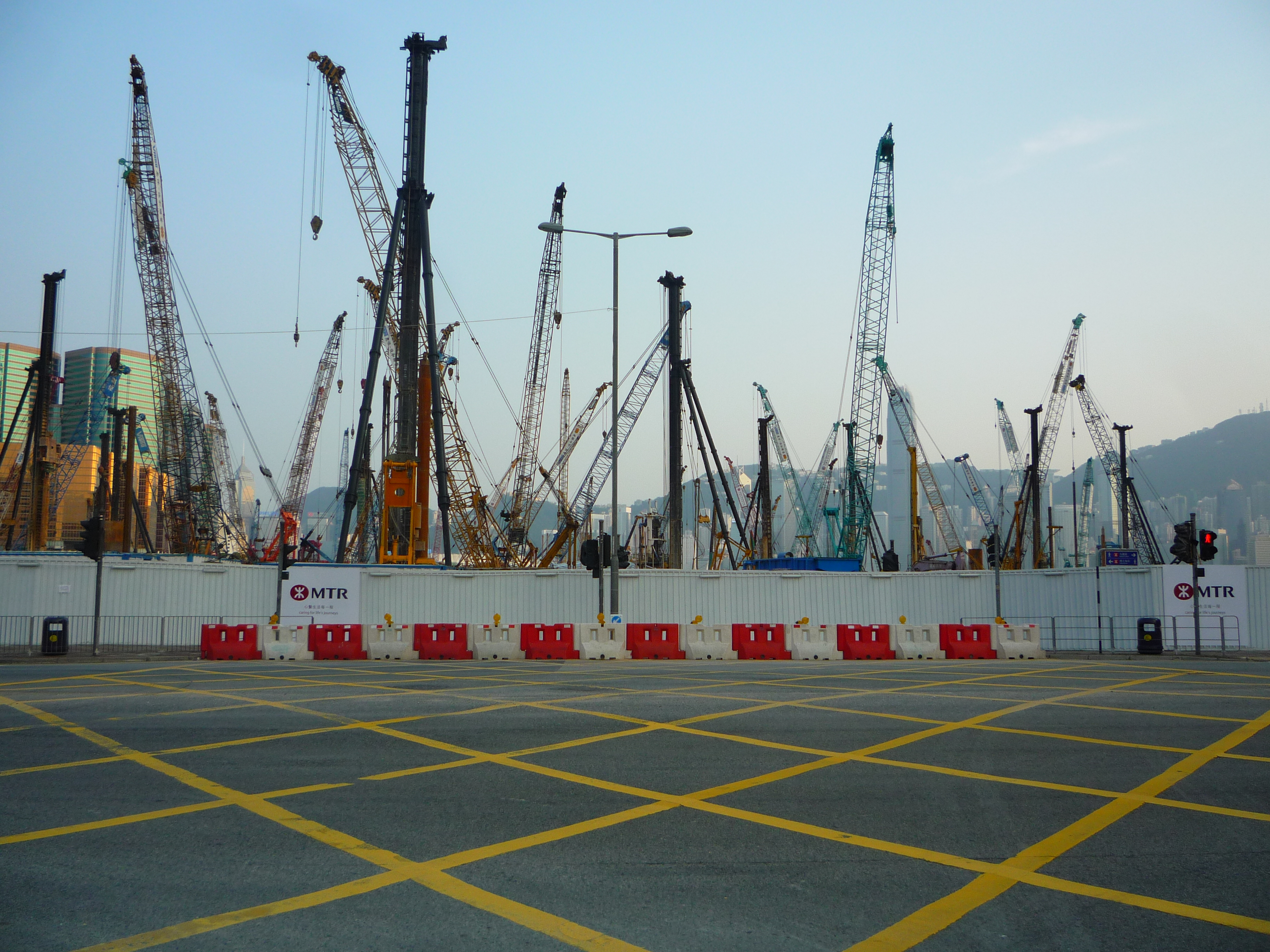
前佐敦（匯翔道）巴士總站已於2010年起成為西九龍站地盤

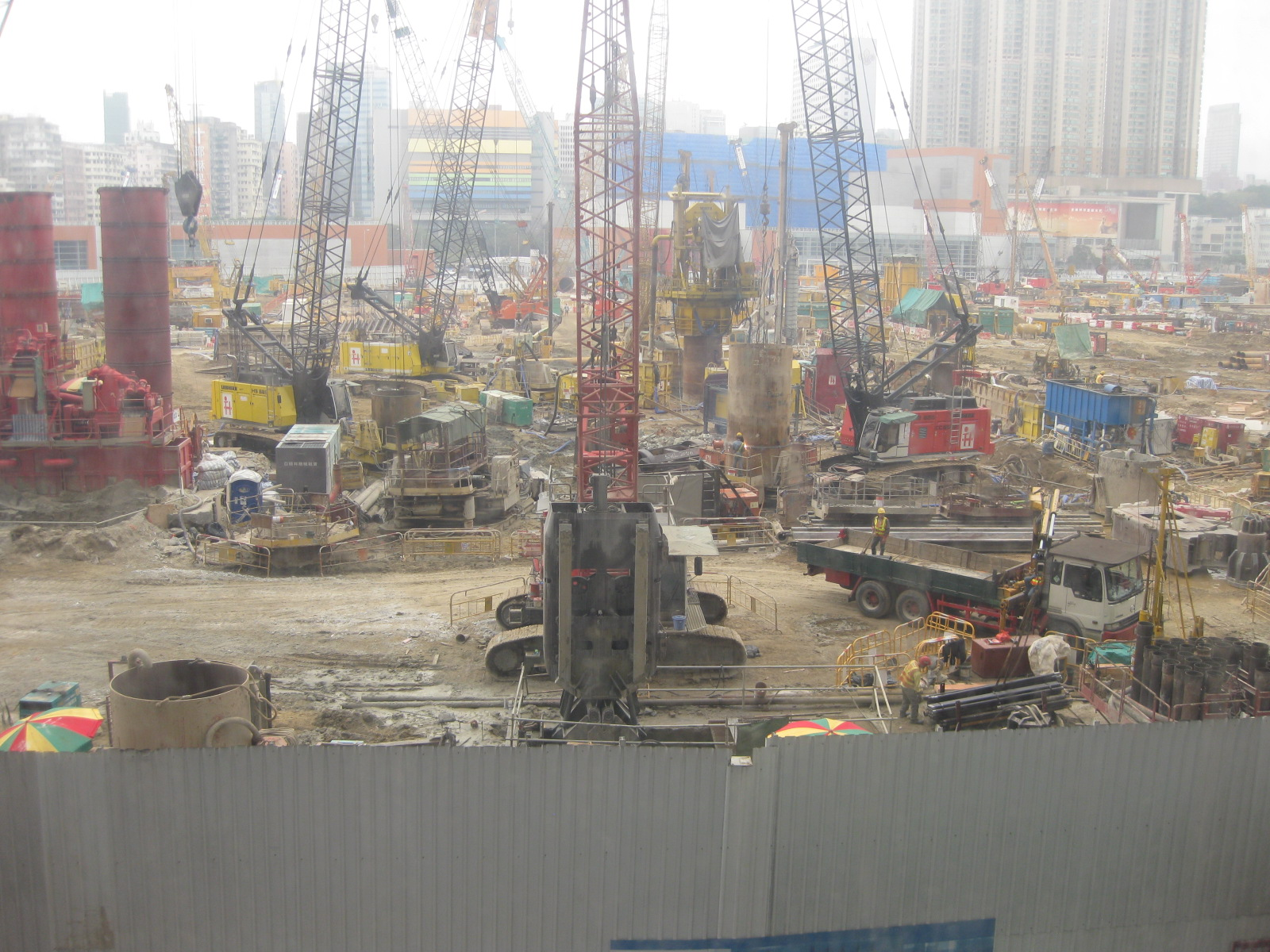
該路段現已變成香港西九龍站的工地

佐敦（匯翔道）巴士總站（英文：Jordan（Wui Cheung Road）Bus Terminus），政府官方名稱為佐敦臨時公共交通總站，是香港油尖旺區一個已被拆卸的巴士總站，位於西九龍填海區匯翔道，九龍站及柯士甸站之間之地段。
此站屬臨時巴士總站，用作接收原以受九龍南綫工程影響而遷拆的佐敦道碼頭為總站的路線。但由於廣深港高速鐵路工程影響，本站亦須要被遷拆，並已於2009年12月20日永久封閉，並由佐敦（渡華路）巴士總站取代。
總站旁邊設有旅遊巴士及電單車停車場，於2009年12月19日下午四時遷往佐敦（渡華路）總站旁邊的停車場，並於傍晚七時封閉入口。
本站現址為香港西九龍站。

## 歷史
佐敦（匯翔道）總站位於舊佐敦道碼頭巴士總站的西南方，於2003年2月23日啟用，用以替代受九龍南綫柯士甸站工程影響的佐敦道碼頭巴士總站。總站東面的客車停車場則於於2005年9月16日開放使用。
2008年12月6日，九龍巴士70線最後一天服務，眾多巴士迷聚集上水巴士總站和匯翔道巴士總站，歡送九龍巴士70線。翌日凌晨2:10左右，由上水巴士總站開出的尾班車抵達匯翔道巴士總站，九龍巴士70線結束其歷史任務。當日盛況被傳媒報導。
受廣深港高速鐵路工程影響，匯翔道總站於2009年12月20日凌晨一時正，開出最後一班68X後封閉，用以興建香港西九龍站，所有以匯翔道為總站的巴士路線將改以佐敦（渡華路）或九龍站為總站。

## 路線資料

### 九龍巴士36B線、九龍巴士42A線、九龍巴士46線、九龍巴士60X線、九龍巴士63X線、九龍巴士69X線、九龍巴士81線、九龍巴士95線
- 上述巴士路線於2009年12月20日早上頭班車起遷往佐敦（渡華路），並已於2018年9月16日早上頭班車起遷往香港西九龍站。

### 九龍巴士68X線
- 巴士路線已於2009年12月20日早上頭班車起分別遷往佐敦（渡華路）。2014年9月13日開辦268X線。2015年6月6日配合268X提升為全日服務，總站縮短至旺角柏景灣。

### 九龍巴士70線
- 巴士路線已於2008年12月7日取消。

### 九龍巴士70S線
- 巴士路線已於2009年12月20日早上頭班車起分別遷往佐敦（渡華路）。2016年10月8日起遷往紅磡站，并修改行車路線。

### 過海隧道巴士110線
- 巴士路線已於2009年12月20日早上頭班車起分別遷往九龍站。2013年12月28日改為循環運作，并修改行車路線在尖東站設循環點。

### 九龍巴士242X線
- 巴士路線已於2008年12月29日取消回程服務。

### 九龍巴士296D線
- 巴士路線已於2009年12月20日早上頭班車起分別遷往九龍站。